# Klappe die 2te
Klappe die 2te (auch bekannt als §) ist das zweite Studioalbum der deutschen Girlgroup Tic Tac Toe, das im April 1997 erschien.

## Entstehung und Veröffentlichung
Die Erstveröffentlichung von Klappe die 2te erfolgte am 21. April 1997 bei RCA Records. Das Album erschien in seiner Originalausführung als CD mit zwölf Titeln (Katalognummer: 74321 38668 2). Klappe die 2te wurde am 21. April 1997 mit einer identischen Songreihenfolge unter dem Titel § veröffentlicht, bei der der Name der Band in Jazzy Lee Ricky geändert wurde. Der Grund war eine einstweilige Verfügung einer gleichnamigen Werbeagentur, die der Band kurzzeitig verbot, sich Tic Tac Toe nennen zu dürfen. Am 1. Dezember 1997 erschien eine Deluxeversion, mit vier zusätzlichen Remixen. Die Veröffentlichung der Deluxeversion stand in engem zeitlichen Zusammenhang mit einer vom Management der Band einberufenen Pressekonferenz im Münchener Lustspielhaus, bei der sich Lee, Jazzy und Ricky vor laufenden Kameras anschrien.
Geschrieben wurden alle Lieder, mit einer Ausnahme, gemeinsam von den Tic-Tac-Toe Mitgliedern Marlene Tackenberg (Jazzy), Ricarda Wältken und Liane Wiegelmann sowie Thorsten Börger und Claudia Wohlfromm. Das Lied Warum? wurde von Börger alleine geschrieben. Dieser zeichnete darüber hinaus alleine für die Produktion aller Lieder verantwortlich. Dem Album liegt ein Begleitheft mit Illustrationen von Axl Jansen und dem Artwork von Waps bei.

## Titelliste

### Standard
| Nr. | Titel                                            | Dauer | Autor(en)                                                                                                 |
| --- | ------------------------------------------------ | ----- | --- |
| 1   | Ich wär’ so gern so blöd wie du (Single-Version) | 3:49  | Thorsten Börger, Marlene Tackenberg, Ricarda Wältken, Liane Wiegelmann, Claudia Wohlfromm                 |
| 2   | Mr. Wichtig (Single-Version)                     | 3:41  | Thorsten Börger, Marlene Tackenberg, Ricarda Wältken, Liane Wiegelmann, Claudia Wohlfromm                 |
| 3   | Das geht mir auf’n Sack                          | 3:22  | Thorsten Börger, Marlene Tackenberg, Ricarda Wältken, Liane Wiegelmann, Claudia Wohlfromm                 |
| 4   | Warum?                                           | 3:22  | Thorsten Börger                                                                                           |
| 5   | Große Jungs weinen nicht                         | 4:13  | Thorsten Börger, Marlene Tackenberg, Ricarda Wältken, Liane Wiegelmann, Claudia Wohlfromm                 |
| 6   | Ich fühl’ mich A.U.                              | 3:07  | Thorsten Börger, Marlene Tackenberg, Ricarda Wältken, Liane Wiegelmann, Claudia Wohlfromm                 |
| 7   | Furz                                             | 3:33  | Thorsten Börger, Marlene Tackenberg, Ricarda Wältken, Liane Wiegelmann, Claudia Wohlfromm                 |
| 8   | Beruf Sohn                                       | 3:24  | Thorsten Börger, Marlene Tackenberg, Ricarda Wältken, Liane Wiegelmann, Claudia Wohlfromm                 |
| 9   | Schubidamdam                                     | 3:51  | Thorsten Börger, Marlene Tackenberg, Ricarda Wältken, Liane Wiegelmann, Claudia Wohlfromm                 |
| 10  | Bitte küss’ mich nicht (Single-Version)          | 3:56  | Thorsten Börger, Marlene Tackenberg, Ricarda Wältken, Liane Wiegelmann, Claudia Wohlfromm                 |
| 11  | Warum? (Score-1)                                 | 4:00  | Thorsten Börger                                                                                           |
| 12  | I Think You’re Sch…                              | 3:23  | Mary Applegate, Thorsten Börger, Marlene Tackenberg, Ricarda Wältken, Liane Wiegelmann, Claudia Wohlfromm |

### Wiederveröffentlichung
| Nr. | Titel                                 | Dauer | Autor(en)                                                                                 |
| --- | ------------------------------------- | ----- | ----------------------------------------------------------------------------------------- |
| 13  | Verpiss’ dich [Ich-vermiss’-dich-Mix] | 4:44  | Thorsten Börger, Marlene Tackenberg, Ricarda Wältken, Liane Wiegelmann, Claudia Wohlfromm |
| 14  | Warum? [Out-of-Space-Mix]             | 3:44  | Thorsten Börger                                                                           |
| 15  | Mr. Wichtig [Ocean-Drive-Radio-Mix]   | 3:48  | Thorsten Börger, Marlene Tackenberg, Ricarda Wältken, Liane Wiegelmann, Claudia Wohlfromm |
| 16  | Bitte küss’ mich nicht [Guilty-Mix]   | 5:19  | Thorsten Börger, Marlene Tackenberg, Ricarda Wältken, Liane Wiegelmann, Claudia Wohlfromm |

## Singleauskopplungen
Aus Klappe die 2te wurden innerhalb von neun Monaten vier Singles ausgekoppelt. Die erste Single des Albums war das Lied Warum? am 24. Februar 1997. Das Lied wurde mit Gold und Platin ausgezeichnet und ist ihre erfolgreichste Single. Mr. Wichtig kam als Nachfolger auf den Markt und verkaufte sich über 250.000 Mal. Ich wär’ so gern so blöd wie du wurde am 1. September 1997 veröffentlicht. Der Titel Bitte küss’ mich nicht folgte als letzte Singleauskopplung und platzierte sich in Deutschland auf Rang 47. Beim Dreh des Musikvideos führte Dirk Meints die Regie.
Singles in den Charts

| Jahr | Titel                           | Höchstplatzierung, Gesamtwochen, AuszeichnungChartplatzierungen (Jahr, Titel, , Platzierungen, Wochen, Auszeichnungen, Anmerkungen) | Höchstplatzierung, Gesamtwochen, AuszeichnungChartplatzierungen (Jahr, Titel, , Platzierungen, Wochen, Auszeichnungen, Anmerkungen) | Höchstplatzierung, Gesamtwochen, AuszeichnungChartplatzierungen (Jahr, Titel, , Platzierungen, Wochen, Auszeichnungen, Anmerkungen) | Anmerkungen                                                |
| Jahr | Titel                           | DE | AT | CH | Anmerkungen                                                |
| ---- | ------------------------------- | --- | --- | --- | ---------------------------------------------------------- |
| 1997 | Warum?                          | DE1 Platin · (19 Wo.)DE | AT1 Gold · (16 Wo.)AT | CH1 Gold · (19 Wo.)CH | Erstveröffentlichung: 24. Februar 1997 Verkäufe: + 550.000 |
| 1997 | Mr. Wichtig                     | DE6 Gold · (17 Wo.)DE | AT6 (13 Wo.)AT | CH10 (14 Wo.)CH | Erstveröffentlichung: 23. Juni 1997 Verkäufe: + 250.000    |
| 1997 | Ich wär’ so gern so blöd wie du | DE32 (11 Wo.)DE | AT33 (7 Wo.)AT | — | Erstveröffentlichung: 1. September 1997                    |
| 1997 | Bitte küss’ mich nicht          | DE47 (6 Wo.)DE | — | — | Erstveröffentlichung: 17. November 1997                    |

## Rezensionen
Das Album erschien inmitten einer auf Skandale abzielenden Medienberichterstattung der Boulevardpresse, die sich vor allem auf die Vergangenheit von Liane Wiegelmann konzentrierte. Maxim Biller warf im Zeit-Magazin die im Zusammenhang mit dem Lied Warum? stehende Frage auf, ob Lee anderswo mit ihrer Ballade von Drogen, Slum und Tod ein großer, ergreifender, tragischer Star geworden wäre.

## Kommerzieller Erfolg

### Chartplatzierungen
Klappe die 2te erreichte in den deutschen Albumcharts Platz eins und hielt sich insgesamt 43 Wochen in den Top 100. In Österreich belegte das Album Rang zwei, wo es sich 33 Wochen in den Charts platzierte. In der Schweiz platzierte es sich ebenfalls auf Rang eins der Charts und platzierte sich 31 Wochen in den Top 100.
| ChartsChartplatzierungen | Höchstplatzierung | Wochen |
| ------------------------ | ----------------- | ------ |
| Deutschland (GfK)        | 1 (43 Wo.)        | 43     |
| Österreich (Ö3)          | 2 (33 Wo.)        | 33     |
| Schweiz (IFPI)           | 1 (31 Wo.)        | 31     |

| ChartsJahrescharts (1997) | Platzierung |
| ------------------------- | ----------- |
| Deutschland (GfK)         | 2           |
| Österreich (Ö3)           | 3           |
| Schweiz (IFPI)            | 7           |

### Auszeichnungen für Musikverkäufe
| Land/Region        | Auszeichnungen für Musikverkäufe (Land/Region, Auszeichnung, Verkäufe) | Verkäufe  |
| ------------------ | ---------------------------------------------------------------------- | --------- |
| Deutschland (BVMI) | 2× Platin                                                              | 1.000.000 |
| Österreich (IFPI)  | Platin                                                                 | 50.000    |
| Schweiz (IFPI)     | 2× Platin                                                              | 100.000   |
| Insgesamt          | 5× Platin ·                                                            | 1.150.000 |